# Anastacia (албум)
Anastacia е третият студиен албум на американската певица Анастейша. Издаден е на 29 март 2004 г. от Епик Рекърдс. Предимно поп и рок албум, Anastacia съдържа и елементи от соул и R&B музиката. От него излизат четири сингъла – „Left Outside Alone“, „Sick and Tired“, „Welcome to My Truth“ и „Heavy on My Heart“.
Албумът има комерсиален успех, като заема челни места в класациите на няколко държави, включително Австралия, Австрия, Белгия, Германия, Гърция, Нидерландия, Швеция и Великобритания, като става един от десетте най-продавани албума на годината в Европа. Анастейша промотира албума с телевизионни участия, интервюта и европейското турне Live at Last през 2004 г.
Албумът не е издаден в родината на Анастейша – САЩ, въпреки че първоначално има планове това да се случи на 30 август 2005 г.

## Списък с песните

### Оригинално издание
1. Seasons Change – 4:17
2. Left Outside Alone – 4:17
3. Time – 3:33
4. Sick and Tired – 3:30
5. Heavy on My Heart – 4:26
6. I Do (със Sonny of P.O.D.) – 3:04
7. Welcome to My Truth – 4:03
8. Pretty Little Dum Dum – 4:37
9. Sexy Single – 3:52
10. Rearview – 4:12
11. Where Do I Belong – 3:26
12. Maybe Today – 5:15

### Японско издание
1. Left Outside Alone (Jason Nevins Global Club Edit) – 4:16

### Лимитирано издание
1. Продуциране на Anastacia
2. 2002 европейско промо турне
3. Фото галерия